# ACM SIGACT
SIGACT (англ. Special Interest Group on Algorithms and Computation Theory — «Специальная группа по алгоритмам и теории вычисления ассоциации вычислительной техники») — специальная группа в ACM, целью которой является поддержка исследований в теоретической информатике. Основана Патриком Фишером в 1968 году.
Основной печатный орган — квартальный бюллетень SIGACT News, его онлайн-версия — SIGACT News Online.
Является соорганизатором нескольких крупных ежегодных конференций:
- COLT (Conference on Learning Theory): конференция по теории обучения, до 1999[2]
- PODC (Principles of Distributed Computing): Симпозиум по принципам распределённых вычислений[англ.] (спонсируется совместно с SIGOPS)
- PODS (Principles of Database Systems): Симпозиум по принципам систем баз данных[англ.]
- POPL (Principles of Programming Languages): Симпозиум по принципам языков программирования[англ.]
- SOCG (Symposium on Computational Geometry): Симпозиум по вычислительной геометрии[англ.] (до 2014 спонсировлася совместно с SIGGRAPH)[3]
- SODA (Symposium on Discrete Algorithms): Симпозиум по дискретным алгоритмам (организуется совместно с сообществом промышленной и прикладной математики[англ.]). Совместно с SODA тем же спонсорским составом проводятся два ежегодных семинара:
  - ALENEX (Algorithms and Experiments): Семинар по алгоритмам и экспериментам
  - ANALCO (Analytic Algorithms and Combinatorics): Семинар по аналитическим алгоритмам и комбинаторике
- SPAA (Symposium on Parallelism in Algorithms and Architectures): Симпозиум по параллелизму в алгоритмах и архитектурах[англ.]
- STOC (Symposium on the Theory of Computing): Симпозиум по теории вычислений[англ.]

Конференции COLT, PODC, PODS, POPL, SODA и STOC являются часто цитируемыми по данным как citeseerx так и libra.
Премии: 
- Премия Гёделя — за выдающиеся работы по теории вычислительных систем (вручается совместно с EATCS)
- Премия Кнута — за выдающийся вклад в основы информатики (вручается совместно с техническим комитетом по математическим основам информатики вычислительного сообщества IEEE[англ.])
- Премия Дейкстры — за работы в области распределённых вычислений (вручается совместно с SIGOPS, EATCS и частными компаниями)[6]
- Премия Канеллакиса — за теоретические достижения и демонстрируемые эффекты в практике вычислений (награда ACM, вручается совместно с SIGACT)
- Премия Лоулера[англ.] — за гуманитарные вклады в области информатики (награда ACM, вручается совместно с SIGACT)
- Премия Дэнни Люина за лучшую студенческую работу[англ.]
- Премия за лучшие работы на симпозиуме по теории вычислений[англ.] (ACM STOC) и на симпозиуме по основам информатики[англ.] (IEEE FOCS).
- Премия за выдающие заслуги перед ACM SIGACT.